# Bange-Angola
Bange-Angola, também grafado como Mbanji-ya-Ngola, é uma cidade e município angolano que se localiza na província do Malanje.
Anteriormente uma vila-comuna do município de Caombo, em 5 de setembro de 2024 foi elevada a condição de cidade e município da província do Malanje. Além de constituir-se a partir de territórios do município de Caombo, Bange-Angola passou a ter jurisdição sobre a área territorial da comuna de Cabombo, anteriormente  pertencente ao município de Marimba.
O município é constituído pela comuna-sede, equivalente à cidade de Bange-Angola, e ainda pela comuna de Cabombo.